# フライブルク/エルベ
フライブルク/エルベ（ドイツ語: Freiburg/Elbe、低地ドイツ語: Freeborg/Elv）は、ドイツ連邦共和国ニーダーザクセン州のシュターデ郡に属すフレッケン（都市権はないものの一定の自治権を有していた町。以下、本項では便宜上「町」と記述する）で、ザムトゲマインデ・ノルトケーディンゲンを構成する自治体の一つである。

## 地理

### 位置
フライブルクはエルベ川の流路685km地点付近の西岸に位置する。この町はシュターデ郡の北端近くにあたる。最寄りの大きな街はエルベ川対岸のシュレースヴィヒ＝ホルシュタイン州グリュックシュタットである。

### 歴史
スコーネ戦争の際、スウェーデン領であったフライブルクは1675年から1676年のフェルデン出兵で神聖ローマ帝国諸侯やデンマークの軍勢に占領され、1679年の終戦までその占領下に置かれた。1679年のサン・ジェルマン条約によってスウェーデンに返還された。
フライブルクは1932年までケーディンゲン郡の郡庁所在地であったが、その後シュターデ郡に編入された。

## 行政

### 議会
フライブルクの町議会は11議席からなる。
フライブルクには町役場とザムトゲマインデの本部があるが、両者は19世紀に建造された旧区裁判所内にある。

### 紋章
赤地に3本の塔が突き出した銀の門。中央の門は2枚の金の扉で閉ざされている。その上には歯を上向きにして斜め十字に組み合わされた2本の銀の鍵。中央の塔には角張った縁取りのある三つ葉飾りの開口部がある。

## 経済と社会資本

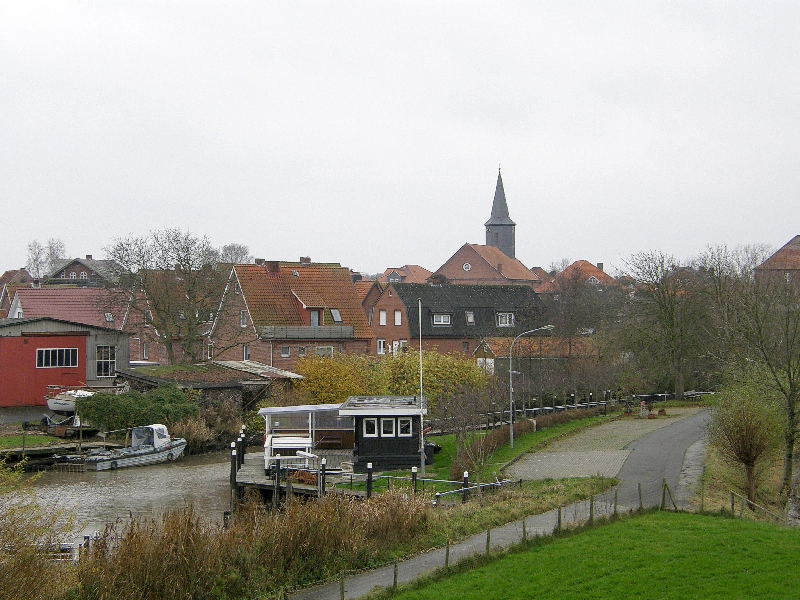
フライブルク

フライブルクには大規模な企業はない。このため、近隣の経済都市であるシュターデ、クックスハーフェン、ブレーマーハーフェン、ハンブルクへ通勤労働者が多い。地元の中小企業では伝統的な造船業のヘルゴレンダー・ベルテボーテがある。

### 交通
フライブルクの南、ヴィシュハーフェン近くから南西方向に延びる連邦道B495号線は、フライブルクにとっては重要な社会資本である。この道路はヴィシュハーフェンからエルベ川対岸のシュレースヴィヒ＝ホルシュタイン州グリュックシュタットへのフェリー定期便に連絡する。南のシュターデ方面への接続は、ハンブルクまでエルベ川沿いに走る「オプストマルシェンヴェク」と呼ばれる細い田舎道の郡道があるだけである。この郡道は、反対方向へはクックスハーフェンまで結んでいる。
フライブルクをシュターデやイッツヴェルデンと結んでいた狭軌鉄道ケーディンガー・クライスバーンは1936年に廃線となり、撤去された。

### 観光
この町はドイツ・フェリー街道沿いにある。潮の干満の影響を受け易いフライブルク港はウォータースポーツや漁業目的の港である。

### 教育
- ザムトゲマインデの本課程・実科学校
- アストリート・リントグレン養護学校

## 引用
1. ↑  Landesamt für Statistik Niedersachsen, LSN-Online Regionaldatenbank, Tabelle A100001G: Fortschreibung des Bevölkerungsstandes, Stand 31. Dezember 2023